# 小米集團
小米集團（英語：Xiaomi Corporation，簡稱：小米，港交所：1810、港交所：81810（人民幣結算））成立於2010年4月6日，2018年7月9日於香港交易所主板掛牌上市，是一家以智能手机、智能硬件和IoT平台为核心的消費電子及智能製造公司。

## 简介
2010年4月，小米成立于中華人民共和國北京市，并于2011年8月发布小米手机进军手机市场。据全球市场调研机构Canalys的统计，在2021年第二季度，小米智能手机市场占有率位居全球第二，占比17%。小米还是继苹果、三星、华为之后第四家拥有手机芯片自研能力的手机廠商。
小米旗下拥有多个子品牌，面向不同产品品类、地区市场及消费人群。通过与其生态链企业的研发与合作，其旗下产品涵盖了智能手机、可穿戴设备、智能电视、空气净化器等多种智能化的消费电子产品。小米拥有其直接控股或间接控制的生态链企业多达近400家，产业覆盖智能硬件、生活消费用品、教育、游戏、社交网络、文化娱乐、医疗健康、汽车交通、金融等多个领域。
2019年，小米首次入选世界500强，排名468位，同年斩获“BrandZ全球最具价值品牌百强”。2022年其500强排名第266位。2019年10月，在發布的《2019福布斯全球数字经济100强榜》位列第56位。在2020未来50强榜单中排名第19。
2021年11月，小米在中国互联网协会、工信部信息中心发布的2021年「中国互联网企业100强」中排名11。
香港財經界把阿里巴巴（港交所：9988）、騰訊（港交所：700）、美團點評（港交所：3690）、小米四隻中國内地科技股的英文名稱首個字母，合稱「ATMX」股份。

## 历史
2010年4月6日，小米公司在北京成立。
2010年8月及12月，小米发布内测版本的MIUI系统固件与米聊。
2011年8月16日，小米手机在北京发布，开创了以互联网线上抢购高配置、低售价的智能手机销售模式。
2013年7月，由小米手机的青春版品类独立而成的子品牌“红米”正式发布，小米品牌手机正式开启双产品线战略。首款红米手机截至2015年停止生产，累计销售了4460万台，成为小米旗下迄今为止单一机型销量最高的智能手机机型。
2016年3月29日，小米公布旗下智能家居品类的子品牌米家，并发布这一品牌旗下的首款产品。
2016年10月25日，小米发布了其首款全陶瓷概念手机小米MIX。小米在该款手机上首次提出了“全面屏”这一概念，自此引领了整个智能手机行业由传统屏幕比例转向更高屏占比的屏幕形态演进。
2017年2月28日，小米发布其首款自研系统芯片澎湃S1，并在其研发的智能手机小米5C上搭载。小米自此成为继三星、苹果和华为之后，第四家可独立研发系统芯片的智能手机制造商。
2018年2月20日、5月22日和26日，小米分别在菲律宾、法国巴黎以及意大利米兰开设了第一家小米专卖店。5月3日，小米宣布与英国电信公司3合作，在英国、爱尔兰、奥地利、丹麦和瑞典销售智能手机。同月，小米开始通过亚马逊在美国销售部分智能家居产品。
2018年5月3日，小米以“小米集团”名义正式向香港交易所提交IPO申请，于2018年7月9日以同股不同權的方式掛牌上市，并计划于7月23日纳入恒生綜合指数。
2018年8月，小米在印度发布新的手机产品系列POCO，并于8月22日发布首款POCO系列手机。
2018年11月19日，美图公司与小米宣布达成战略合作伙伴关系，商定合作期限为30年。但2021年3月25日，美图便宣布已从小米手中拿回美图手机授权，合作未满三年即告破裂。
2019年1月2日，红米产品线升级为Redmi品牌，并由前金立集团总裁卢伟冰担任Redmi品牌总经理。
2019年7月9日，小米集团在北京设立的总部新址正式落成并举行开园仪式，该总部新址被命名为小米科技园，园区内由8栋办公写字楼组成，建筑面积为34万平方米，总造价52亿人民币。
2019年7月23日，雷軍向小米員工發內部信，指公司上榜世界500強公司，排名全球468位，並成有史以來最年輕的世界500強公司（除合併產生公司外）。
2020年1月17日，POCO由手机系列升级为POCO子品牌。
2020年8月11日，小米在其成立十周年特别活动上公开了其投资研发建设的智能工厂，小米成为全世界首家使用无人全自动生产线生产智能手机的企业。
2021年1月14日，小米集团被美国政府列入“与中国军方相关”的黑名单中，根据美国相关投资禁令，美国投资者需在2021年11月11日前出售所持“黑名单”公司的股份。受禁令影响，小米股价开盘当日下跌11%。当日小米集团发布澄清公告，表示将采取合適的措施保護公司和股東的利益”。同月29日，小米对美国国防部和财政部提起诉讼，寻求将自己从美国政府列出的「与中国军方有关联」的企业名单上撤下。美国国防部长劳埃德·奥斯汀和财政部长珍妮特·耶伦都被列为被告。3月12日，美國聯邦法官發出初步禁制令，暫時禁止美國國防部將小米列為「與中國軍方相關企業」。3月15日，美國法院頒發臨時禁令，暫停將小米認定為「中國涉軍企業」的行政命令，解除美國投資者購買及持有公司證券的限制。。5月25日，美国哥伦比亚特区地方法院判决美国国防部解除对小米集团“中国军方公司”的认定，撤销了对美国投资者的投资限制。
2021年3月30日，小米集团在港交所发布公告，宣布小米智能汽车业务正式立项，首期投入100亿元人民币。
2023年4月13日，乌克兰国家预防腐败局指控在俄乌战争爆发之后，小米手机销量在俄罗斯大涨，并向俄罗斯缴纳大量税款，从而用于支持俄罗斯军队，将小米列入“战争赞助商”名单，进而实施制裁。小米对乌克兰相关部门的做法表示坚决反对，并对此回应称：“小米集团是一家成立于北京的全球性企业，我们面向全球消费者提供高品质的民用智能手机和家用电器设备。我们在全球一百多个国家及地区开展消费者业务，并严格遵守经营所在地的法律法规。”并同时表示，小米坚信全球每个消费者都应该有获取通讯工具和互联网信息的权利。
2024年2月3日，雷军宣布卢伟冰兼任小米品牌总经理，专注汽车业务；王腾接任Redmi品牌总经理。
2024年3月28日，小米SU7正式发布，首年交付目标10万台；截至4月24日锁单量超7.57万台，交付5781台。同年7月，小米汽车通过中国工信部审批，获得独立造车资质，生产企业名称变更为“小米汽车科技有限公司”。
2025年1月15日，正式进军韩国市场，首推智能手机、电视等产品，计划开设线下门店。
2025年5月15日，雷军微博发文官宣，小米自主研发设计的手机SoC芯片——玄戒O1将在5月下旬发布。
2025年6月26日，小米汽车旗下首款SUV车型小米YU7正式上市。

## 标志

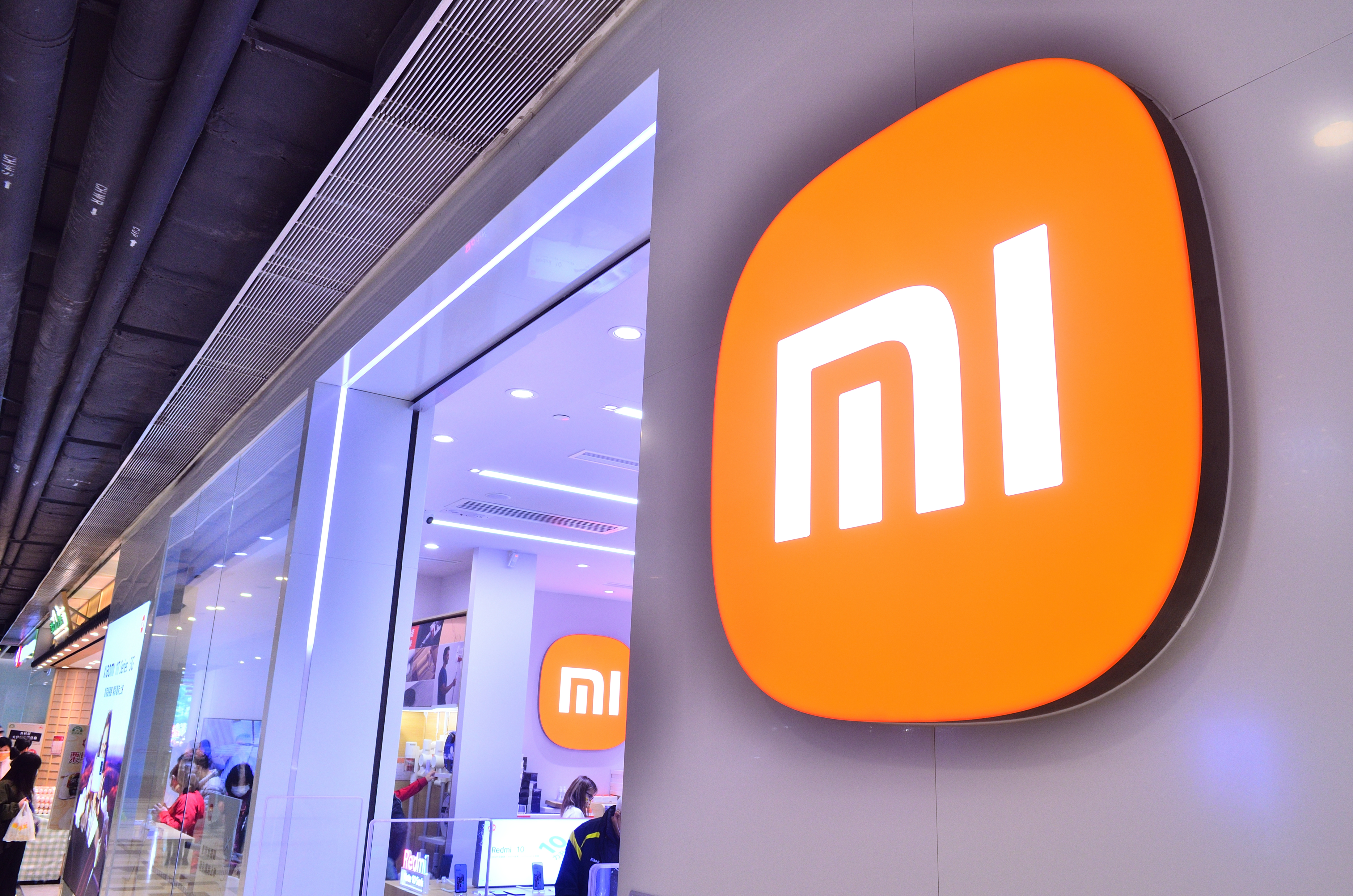
一家更换新logo的小米之家

小米的標誌是一個「MI」形，是“米”字的汉语拼音“mǐ”，同时也是英語“Mobile Internet”的縮寫，代表小米是一家移動互聯網公司。「MI」另外一个含义为“mission impossible”，意为“完成不能完成的任务”。同时，其标志倒过来形似中文少了一点的“心”字，意为“让用户省一点心”。
2021年3月30日，小米宣布启用新版标志。新标志由日本著名设计师原研哉设计。

## 公司业绩

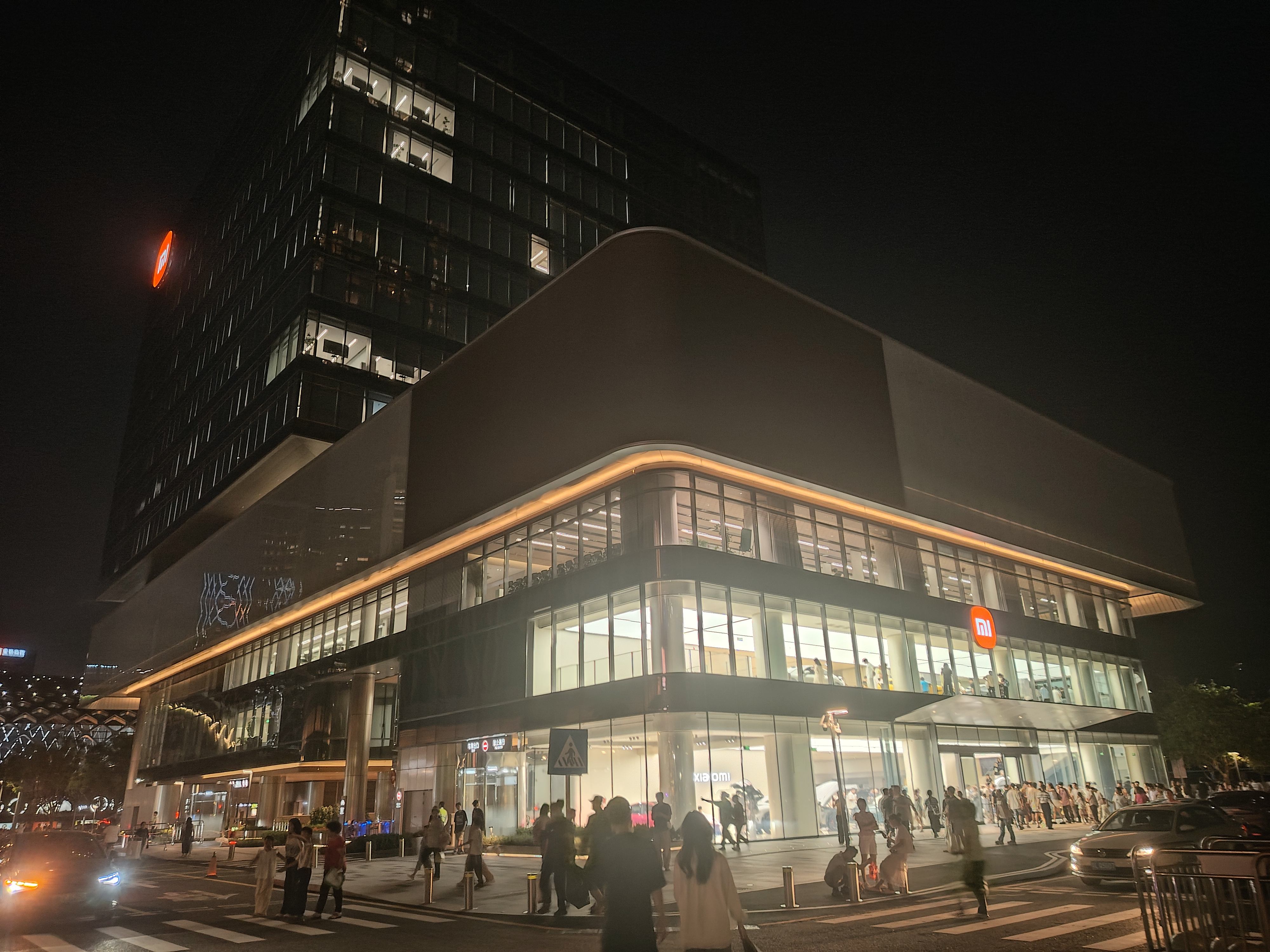
小米深圳总部大楼，附设小米深圳旗舰店

小米及其旗下生态链企业产品已销往全球100多个国家和地区。

作为小米旗下最重要的产品品类，小米（含旗下Redmi、POCO等子品牌）手机在2011年售出27万台，2012年售出719万台，2013年售出1868万台，2014年售出6107万台，2015年售出6655万台，2016年售出5542万台，2017年售出9141万台，2018年售出1.1866亿台，2019年售出1.246亿台，2020年则售出1.46亿台。按市场份额计算，自2018年以来，小米旗下的智能手机销量连续居于世界前四，在2021年第二季度甚至短暂超越苹果，跻身世界第二。

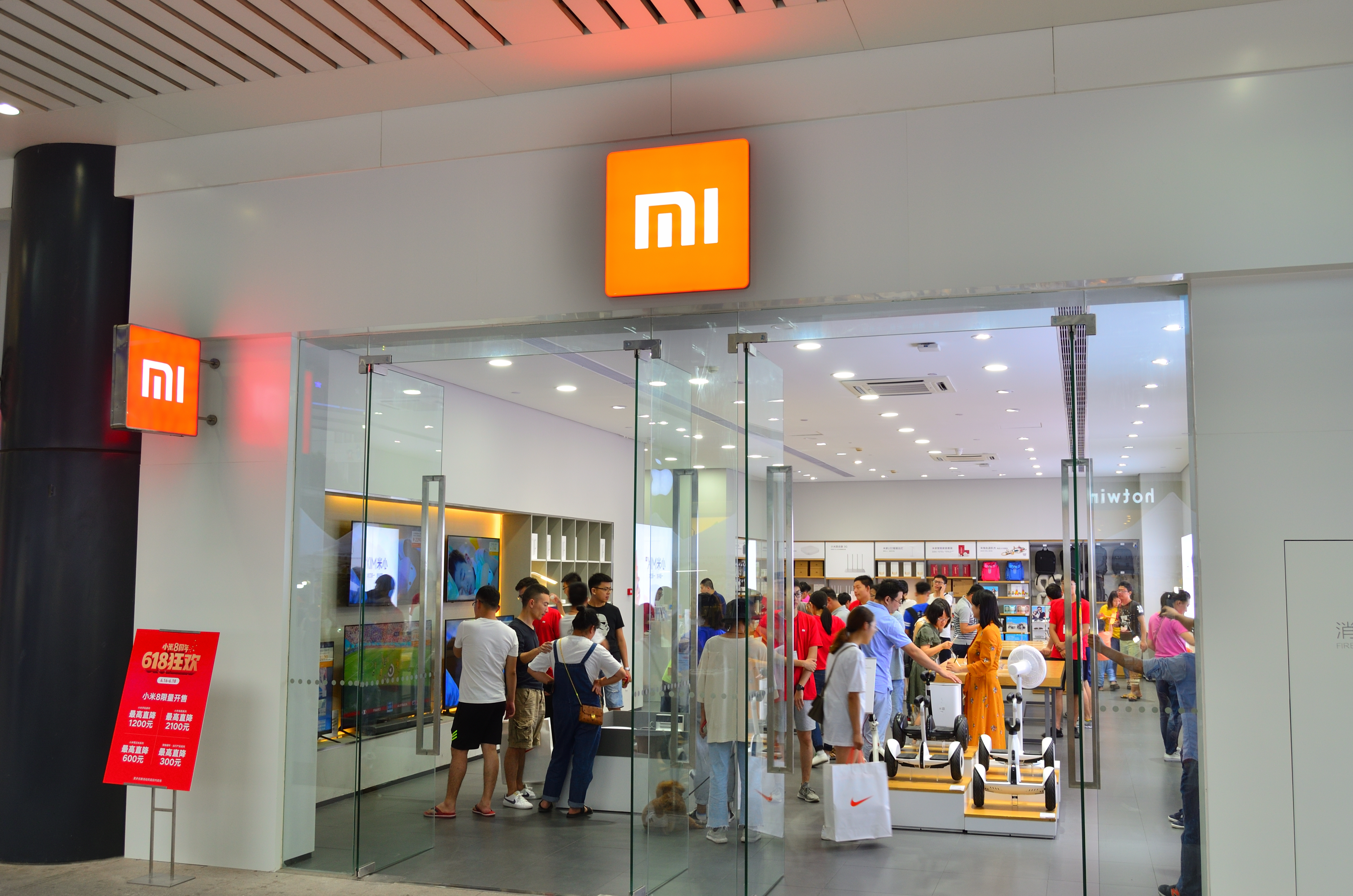
位於杭州的小米之家

2019年全年，小米电视在中国大陆售出1021万台，为中国大陆市场第一，此后一直居于中国大陆电视厂商首位。
截至2024年12月，小米旗下操作系统MIUI全球月活跃用户数达到7.02亿；小米AIoT平台已连接的IoT设备（不包括智能手机、平板及笔记本电脑）数达到了9.046亿台；其智能助理“小爱同学”的月活跃用户数达到了1.371亿。

## 旗下品牌
小米集团旗下创立了小米（MI、Xiaomi）、REDMI（2024年11月前为Redmi）、米家、米兔四个品牌，在海外地区则推出了独立品牌POCO。此外，另有众多与小米签订合作协议的生态链企业，这些企业在为小米集团研发产品的同时，也推出了各自的自有品牌，如紫米、华米等。

### 小米/Mi/Xiaomi
“小米”，2011年随小米手机发布成为小米公司成立之后的第一个品牌。如今，小米品牌的品类覆盖手机、电视、路由器、智能音箱、空调、洗衣机等诸多品类。

### 红米/Redmi/REDMI
Redmi原为小米中低端手机产品红米系列。2019年1月3日，小米官方宣布将红米系列独立为Redmi品牌。独立后的Redmi品牌接续小米品牌的低价产品线。2024年11月21日，REDMI启用全新品牌标识，将首字母大写改为全大写，并将字体颜色改为玫红色。REDMI宣称，红色代表敢红的心气和能红的底气。全部大写字母代表全面强大的内心。如今，REDMI的品类从手机覆盖至电视、笔记本、洗衣机、路由器等大家电和ioT领域。REDMI是小米集团出货量最大的手机品牌。

### 米家

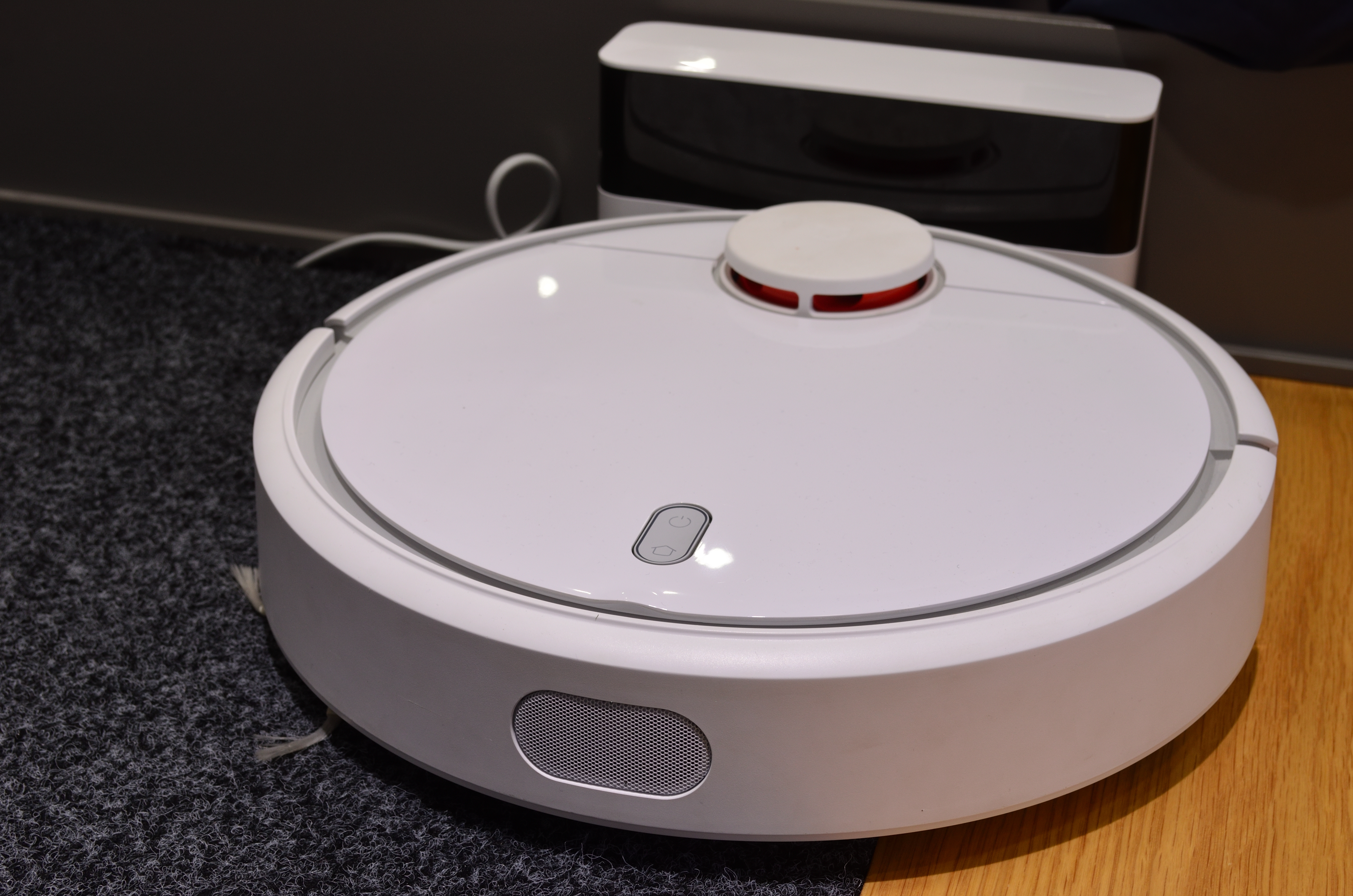
米家掃地機器人

“MIJIA米家”是小米2016年3月推出的智能家居产品子品牌，原名“小米智能家庭”。其产品主要定位智能家居，即以物联网为基础的智能硬件终端。产品包括体重計、移动电源、便携音箱、随身风扇、LED随身灯、智能家居套装、空气净化器、吸塵机、净水器、电饭煲、智能摄像机、智能床头灯、血压仪、空调等智能硬件。小米智能硬件平台（MIOT）在全球各地有超过3.74亿台联网设备（不含智能手機和個人電腦）。米家智能硬件的研发和生产均来自于小米投资或合作的睿米、华米、青米、紫米、小方等生态链公司。。
2020年6月1日下午，米家发布改名公告，“米家MIJIA”正式更名为“小米智能生活”。但稍后小米集团中国区运营总监在微博评论区回复解释称，米家也属于小米智能生活，将继续使用“米家MIJIA”图标。

### 米兔
米兔是小米公司的吉祥物，早期小米曾推出一系列米兔系列周边，除在其官网售卖外，还曾作为发布会观众的伴手礼向参会米粉赠送。小米上市后，米兔逐渐成为小米集团旗下面向幼儿群体的子品牌，推出了儿童智能手表、儿童滑板车、益智积木等产品。

### POCO
POCO是小米集团于2018年在印度创立的子品牌，致力于提供优质可靠的高性价比手机产品，主要销售至印度及海外市场。由于Redmi品牌的独立，POCO品牌与Redmi相冲突，小米高管曾表示POCO系列将不会更新。但在2020年1月17日，时任小米印度业务总负责人马努·贾殷宣布POCO将独立运营。

## 产品和服务

### 操作系统
小米集团迄今已研发了三款操作系统，分别是基于Android深度定制的手机 / 平板电脑操作系统MIUI、基于开源嵌入式操作系统NuttX研发的物联网软件系统平台小米Vela，以及基于Android及小米Vela融合开发的跨平台操作系统小米澎湃OS。
- MIUI是小米成立后研发的首款产品。2010年4月由MIUI开发组筹备研发，2010年8月发布第一个开发版本[62][63]。2011年8月，MIUI首次预装在小米研发的智能手机上，经过不断的开发和迭代，MIUI已集合了包括小米游戏、小米应用商店、小米云服务、小米金融、小米钱包等在内的众多系统应用及服务。其使用范围已达到142个国家和地区，且已支持55种语言。MIUI支持用户对系统进行root、刷写及修改，并提供多个开发阶段的版本供不同的爱好者使用或体验。2022年12月，MIUI已更新至MIUI 14[64]，全球月活跃用户达到5亿。
- 小米澎湃OS（Xiaomi HyperOS）是小米首款自研跨平台混合内核的智能终端操作系统。小米于2023年10月17日宣布由澎湃OS接替MIUI，作为小米旗下应用于手机及平板电脑等设备的新操作系统。
- 小米Vela是小米研发的统一物联网软件系统平台，于2021年11月5日在小米开发者大会上正式发布。首款内置小米Vela系统的智能硬件设备为小爱智能音箱Play增强版，于2021年8月3日正式开始发售。小米澎湃OS发布后，小米Vela成为小米澎湃OS内置的跨平台底层，不再单独发布。

### 应用程序
- MiSans字体是小米集团于2021年12月28日发布的一款可免费商用字体，支持GB18030标准的L3级别。[65]
- 小米白噪音是小米集团伴随MIUI10操作系统发布的一款白噪音助眠软件，支持安卓系统。[66][67]
- 米聊是小米集团发布的一款聊天软件。[68]

### 手机
手机是小米公司成立之后发布的第一款硬件产品，同时也是小米集团内部手机×AIOT战略的最重要的一个硬件产品品类。小米集团旗下小米、Redmi、黑鲨及POCO四个子品牌均有智能手机产品。
2011年8月16日推出第一代小米手机以来，小米已推出从499元人民币至19999元人民币的多个不同价位段的智能手机。2018年至今，按市场份额计算，小米是世界第四大智能手机品牌，2020年第三季度升至世界第三。截至2022年6月，小米在67个国家和地区的市场智能手机出货量名列前五。

### 平板电脑
首款小米平板于2014年5月发布。2015年发布的小米平板2支持Android和Windows 10系统。小米平板5于2021年8月10日发布，成为小米首部支持键盘和手写笔的平板电脑。
首款红米平板（Redmi Pad）于2022年10月4日发布，同月27日发布中国大陆版本，接替了小米平板前四代产品的产品定位。

### 笔记本电脑及台式机
小米品牌于2016年7月发布小米笔记本Air、小米笔记本Pro等多款产品。2018年3月小米游戏本发布。2022年12月11日，首款台式机产品“小米迷你主机”发布。
Redmi品牌首款笔记本于2019年5月发布，后陆续发布RedmiBook Air、Redmi游戏本、RedmiBook Pro等多款产品。早期Redmi笔记本与小米笔记本不同，采用拖线式电源供应器，屏幕上方没有布置摄像头。但从2021年发布的RedmiBook Pro开始增加内置摄像头，并改用一体式小型电源适配器。

### 电视和电视盒子
2013年9月，首款小米电视和网络电视机顶盒小米盒子发布，后陆续发布小米全面屏电视、小米电视大師等多款产品。2019年8月29日，Redmi电视70英寸版本发布，后陆续发布智能电视X系列、智能电视A系列等多款产品。

### 小米路由器
2019年2月，小米表示旗下路由器出货量在中国大陆排名第二。2022年12月11日，小米发布了首款支持Wi-Fi 7协议的小米万兆路由器。

### 智能家居
小米集团具有较为丰富的智能家居产品生态圈。截至2016年年底，小米公司旗下生态链企业达60余家。

### 芯片
小米集团拥有系统芯片产品澎湃S1、图像信号处理芯片澎湃C1、快充芯片澎湃P1、电池管理芯片澎湃G1。另有博主在拆解小米12S Ultra时发现该机型已搭载澎湃C2图像信号处理芯片，小米暂未对此置评。
2025年5月15日，雷军微博发文官宣，小米自主研发设计的手机SoC芯片——玄戒O1将在5月下旬发布。

### 汽车

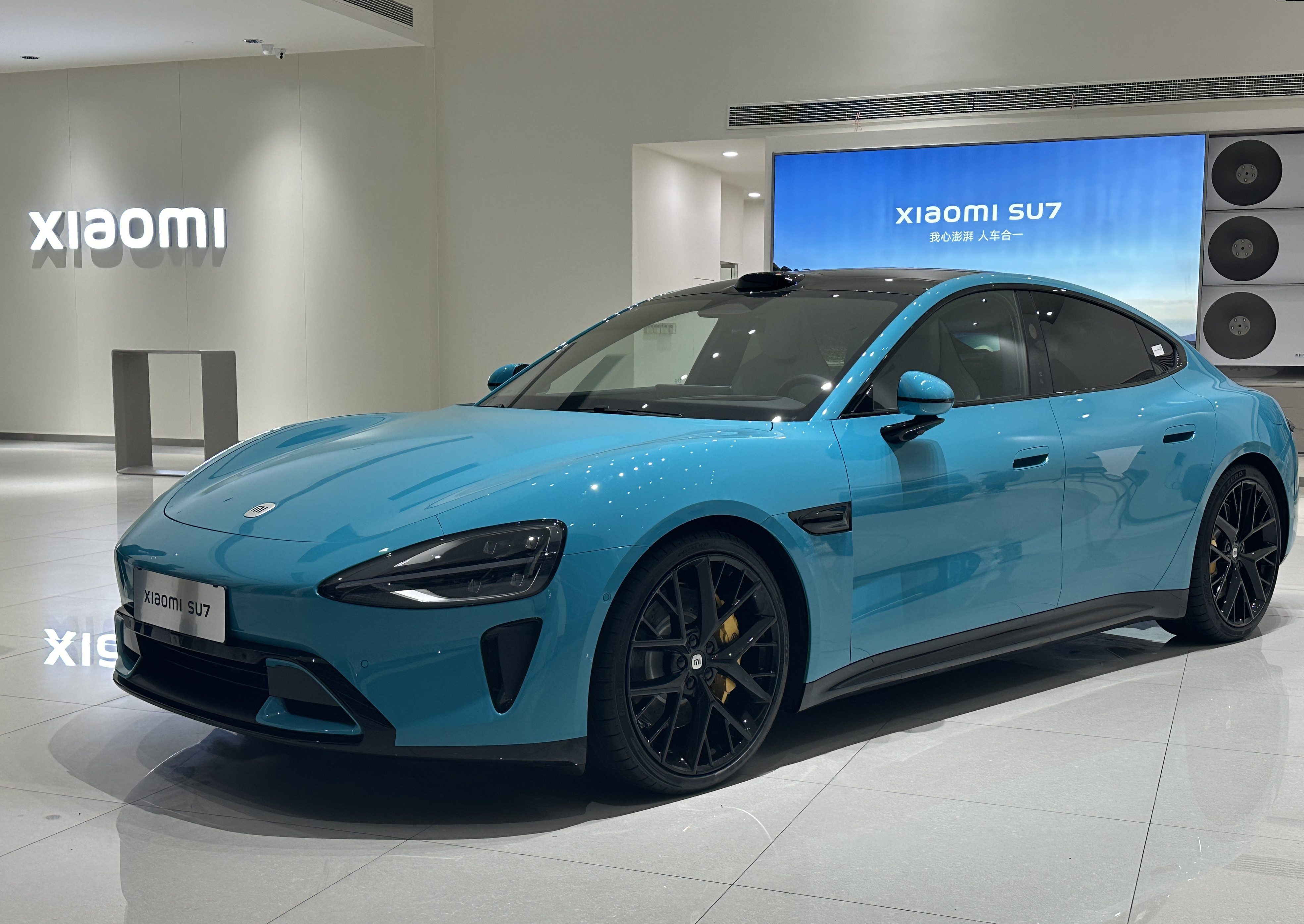
小米SU7

2021年3月，小米集团首席执行官雷军宣布正式进入汽车市场，同年9月小米汽车有限公司成立。2023年12月，小米公布首款电动汽车的技术信息，并于2024年3月28日发布首款车型小米SU7。及于2025年6月26日发布首款SUV車型小米YU7.

### 销服体系
- 小米网（mi.com），即小米商城，是小米集团自有电商平台，成立于2011年。销售所有小米、Redmi、米家品牌的硬件产品以及少量小米生态链、小米有品平台的精选商品，并曾售卖黑鲨科技的部分硬件产品。小米在海外部分国家和地区亦有电商平台在经营，但大多与当地较大规模的电商平台合作经营。2022年7月，小米商城改为小米网旗下二级页面，mi.com主页改为小米公司主页。
- 小米之家是小米官方直营零售体验店。早期的小米之家只具有产品体验及售后维修功能，同时售卖小米部分官方配件。经过多年发展，小米之家已成为体验、购物、咨询、个性化定制及售后维修等功能为一体的综合销服中心。在小米之家购物产生的订单数据、售后及维修记录与小米商城共通。小米之家按照店面面积及合作模式的不同分为三级，从高到低依次为小米之家直营店、小米之家专卖店及小米之家专区店。截至2022年6月30日，中国大陆的小米之家各级店面共计10600个。

### 云服务
小米云服务是小米集团推出的个人数据存储服务，于2012年随MIUI V4系统推出。小米云服务内置在小米及Redmi品牌手机（含部分黑鲨手机）、平板、电视、IoT等设备中。小米云服务提供电脑端版本和网页版，方便跨设备使用。小米云同时推出了海外版，但功能较中国内地版有所限制。

### 金融
小米通过小米钱包、Mi Pay和天星金融提供金融服务，包括支付工具、保险、贷款等。小米另和尚乘集团共同在香港经营天星銀行。
2020年1月17日，小米宣佈獲中国银行保险监督管理委员会（国家金融监督管理总局 前身）批准成立消費保險公司。

### 小米移动
小米移动（Mi Mobile）是小米旗下的移动虚拟运营商（MVNO）。旗下产品包含电话卡、小米营业厅、全球上网APP等。

## 公司事务

### 科研
2024年，小米研发支出人民币241亿元，同比增长25.9%。
截至2024年12月31日，小米研发人员数达到21,190人，占员工总数超48.5%。

### 子公司与投资
2012年，小米全资收购北京多看科技有限公司，进入电子书阅读领域。多看阅读成为小米公司旗下网站，并有相应的App。
2020年5月21日，小米集团宣佈将收購紫米国际有限公司（Zimi International Incorporation）49.91%的股权。2021年3月24日，小米集团再次收购了其剩余50%的股份。收购后，紫米公司成为小米的全资子公司。
2021年8月，小米在横琴新区成立了横琴小米科技发展有限公司和横琴小米通讯技术有限公司。

### 与哈曼卡頓合作
2021年，哈曼卡頓與小米合作，於小米智能手機上設有Harman Kardon兩端立體聲喇叭，小米11系列是第一款配備Harman Kardon調諧雙揚聲器的智能手機。

### 与徠卡合作

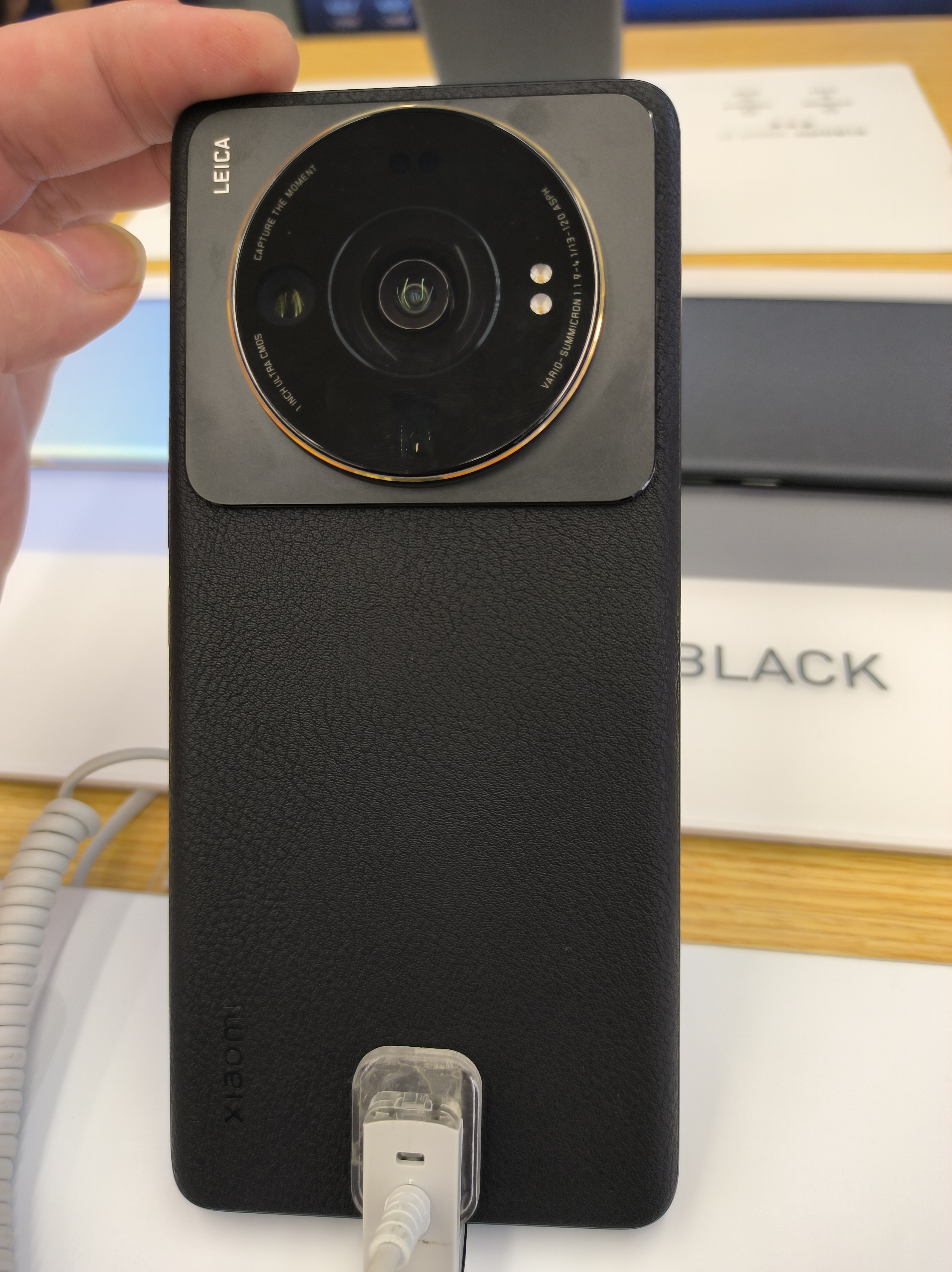
小米12S Ultra搭載與徠卡聯合的影像鏡頭

2022年，徕卡相机與小米建立戰略合作夥伴關係，將與徠卡深度定製的相機用於小米的旗艦智能手机。 這次合作下的首款旗艦智能手機是2022年7月推出的小米12S系列。

### 雷军年度演讲
2020年起，小米每年年中均会举办雷军年度演讲活动，由CEO雷军主持演讲会，并在演讲会结束后发布传记类书籍以及小米集团旗下新品。
首次雷军年度演讲于2020年8月11日晚举行，主题为《一往无前》；第二次、第三次、第四次、第五次分别于2021年8月10日、2022年8月11日、2023年8月14日和2024年7月19日举行，主题分别为《我的梦想，我的选择》《穿越人生低谷的感悟》《成长》以及《勇气》。

### 人物
- 联合创始人：雷军、林斌、洪锋、刘德、王川、黄江吉（已离职）[97]、周光平（已离职）、黎万强（已离职）
- 公關部總經理：王化
- 首席语音科学家：丹尼尔·波维
- 吉祥物：米兔（小米）、大魔王KINO&HOHO（Redmi）、长颈鹿奇奇（小米有品）。[98]

## 代言人
| 年份        | 代言人                 | 代言机型                                                                       |
| ----------- | ---------------------- | ------------------------------------------------------------------------------ |
| 2016年      | 吴秀波、刘诗诗、刘昊然 | 红米Pro                                                                        |
| 2016年      | 梁朝伟                 | 小米Note 2                                                                     |
| 2017年      | 初音未來               | 紅米Note 4X                                                                    |
| 2017-2018年 | 吴亦凡                 | 小米手机品牌代言人（小米5X、小米Note 3、小米MIX 2S、小米6X、小米8、小米Max 3） |
| 2018年      | 初音未來               | 小米6X初音未来定制套装                                                         |
| 2019年      | 王源                   | 小米手机品牌代言人（小米9、小米CC9、小米CC9 Pro）                              |
| 2019年-至今 | 王一博                 | Redmi品牌全球代言人                                                            |
| 2021年      | 雷军（小米創始人）     | 小米11                                                                         |
| 2021年      | 林柏宏                 | 小米11T系列 台灣地區代言人                                                     |
| 2021-2022年 | 苏炳添                 | 小米品牌代言人                                                                 |
| 2021-2022年 | 杨倩                   | 小米Civi、小米Civi 1S                                                          |
| 2022年      | 林依晨                 | 小米12系列 台灣地區、香港地區代言人                                            |
| 2022年      | 林依晨                 | 小米12T系列 台灣地區代言人                                                     |
| 2023年      | 張頌文                 | 小米影像探索家                                                                 |
| 2023年      | 費翔                   | 小米人文影像共创家                                                             |
| 2024年-至今 | 樊振东                 | REDMI品牌冠军大使                                                              |

## 文化
小米標榜自己崇尚创新、快速的互联网文化，让每位员工在轻松的伙伴式工作氛围中发挥创意。
公司口号“为发烧而生”。